# 帕維洛斯塔
帕維洛斯塔是拉脫維亞的城鎮，位於該國西部的波羅的海沿岸，距離首都里加180公里，面積6.4平方公里，鎮上的信義宗教堂在1939年落成，2010年人口1,134。